# Веб-ресурс
Концепт веб-ресурса је примитиван у веб архитектури, и користи се у дефиницији фундаменталних елемената. Овај израз је први пут употребљен како би се описали униформни ресурсни локатори (URL), али је дефиниција проширена како би укључила и референт било ког униформног ресурсног идентификатора (RFC 3986), ili интернализованог ресурсног идентификатора (RFC 3987). U семантици мреже, апстрактни ресурси и њихова семантичка својства су описани коришћењем фамилије језика базираним на оквиру описних ресурса (RDF).

## Историја
Концепт веба је еволуирао током веб-историје, од раних покрета статички ардесибилних докумената или фајлова, до више генеричке и апстрактне дефиниције, сада обухвата сваку ствар, или ентитет који може бити идентификован, именован, адресиран, и којим се може руковати на било који начин на вебу у целини, или у било ком мрежном информационом систему. Описни аспекти ресурса (идентификација и именованје), и њихови функционални аспекти (адресирање и техничко руковање) нису били тачно одређени у раним спецификацијама веба, и сама дефиниција концепта је била предмет дуге и даље отворене дебате укључујући тешке, и често тајанствене, техничке, социјалне, лингвистичке и филозофске проблеме.

### Из докумената и фајлова до веб-ресурса
У раним спецификацијама веба (1990—1994), термин ресурс скоро да и није коришћен. Веб је дизајниран као мрежа мање или више статички адресибилних објеката, углавном фајлова и докумената, повезаних коришћењем униформних ресурсних локатора (URL). Веб-ресурси су имплицитно дефинисани као нешто што може бити идентификовано. Идентификација има две главне сврхе: именовање и адресирање; касније зависи само од протокола. Значајно је да RFC 1630 не покушава да дефинише све покрете ресурса; заправо јако ретко користи термине осим у догађајима везаним за URI, URL и URN, и и даље говори о „Објектима мреже”.
RFC 1738 (децембар 1994) даље спецификује URL, где се термин универзалан мења у униформан. Документ прави више систематичније коришћење ресурса да би реферисао објекте који су доступни, или који могу бити лоцирани, и којима може бити приступљено путем интернета. Тако да, сам термин ресурс није експлицитно дефинисан.

### Од веб-ресурса до апстрактних ресурса
Прва експлицитна дефиниција ресурса је основана у RFC 2396, августа 1998:
| „ | Ресурс може бити све што има идентитет. Познати примери укључују електронски документ, слику, услугу (нпр. „данашња временска прогноза за Београд”), и скуп других ресурса. Нису сви ресурси мрежно „надокнадиви”; нпр. људска бића, корпорације и штампане књиге из библиотеке које се могу сматрати ресурсима. | ” |

Иако су примери у овом документу и даље ограничени на физичке ентитете, дефиниција је отворила врата до више апстрактних ресурса. Ако је пруженом концепту дат идентитет, и овај идентитет је изражен уз помоћ добро оформљеног URI (униформни ресурсни идентификатор, надскуп URL-а), тада концепт такође може бити сматран ресурсом.
У јануару 2005, RFC 3986 прави ово проширење дефиниције потпуно експлицитном:
| „ | …апстрактни концепти могу бити ресурси, као што су оператори, и операнди математичке једначине, типови везе (нпр. „родитељ”, или „послодавац”), или нумеричке вредности (нпр. „нула”, „један” и „бесконачно”). | ” |

## Ресурси уи семантика веба
Први пут издат 1999, RDF је први намеравао да опише ресурсе, другим речима да објави метаподатке ресурса на стандардни начин. RDF опис ресурса је скуп тројки (субјекат, предикат, објекат), где субјекат представља ресурс који треба описати, предикат тип својстава релевантан за овај ресурс, и објекат може бити податак, или други ресурс. Предикат сам по себи је сматран као ресурс и идентификован је коришћењем URI. Отуда, својства као „наслов”, „аутор” су представљена у RDF као ресурси, који могу бити коришћени, на рекурзиван начин, као субјекат других тројки.
Грађени по овом рекурзивном принципу, RDF речници, као што су RDFS,  и SKOS нагомилавају дефиниције апстрактних ресурса као што су класе, својства, концепти, сви идентификовани коришћењем .
RDF такође спецификује дефиницију анонимних ресурса или празних чворова, који нису у потпуности идентификовани коришћењем .

### Коришћењеза идентификацију апстрактних ресурса
URL, практично , често је коришћен за идентификацију апстрактних ресурса, као што су класе, својства, или други концепти. Примери се могу наћи у RDFS или OWL онтологијама. Обзиром да је такав URI повезан са HTTP протоколом, јавило се питање која репрезентацију, ако и једну, треба доделити ресурсима кроз овај протокол, коришћењем веб-претраживача, и да ли сама синтакса URI може помоћи да се дефинисе разлика између „апстрактног ресурса” од „информационог” ресурса. URI спецификација као што је RFC 3986 оставила је протоколу спецификације задатак дејстава извршених над ресурсима, и не одговара нам на ово питање. Предложено је да HTTP URI идентификује ресурс у оригиналном смислу, као што су фајл, документ, или било који други такозвани информациони ресурс, би требало да „сече” URI — другим речима, не би требало да садржи парче идентификатора, као што је URI идентификовао концепт апстрактног ресурса коришћењем делимичног идентификатора.
На пример:  ће и идентификовати и лоцирати веб-страну (можда снабдевајући неке човеку разумљиве описе додатака произведених од стране Silly Widgets, Inc.) где би  идентификовао апстрактни концепт „додатака” у онтологији ове компаније, и не би нужно врећао икакве физичке ресурсе кроз HTTP протокол. Али речено је да је таква раздвојеност немогућа у пракси и познати стандардни речници нас снабдевају широко распрострањеним контра-примерима. На пример Dublin Core концепти као што су „наслов”, „издавач”, „аутор” су идентификовани као URI .
Генерално питање, које типове ресурса HTTP URI би или не би требало да идентификује формално је знано у W3C као httpRange-14 проблем, пратећи своје име на листи дефинисано од стране техничке архитектурне групе (Technical Architecture Group (TAG)). TAG је 2005. Доставио коначан одговор на ово питање, правећи разлику између „информационог ресурса” и „не информационог ресурса” у зависности од типа одговора датог од стране сервера за „GET” захтев:
- указује да је у питању информациони ресурс.
- указује да ресурс може бити информациони или апстрактни; преусмеравајућа мета вам може одговорити.
- не пружа никакве информације.

Ово дозвољава речницима (као Dublin Core, FOAF и Wordnet) да наставе са коришћењем слеш (енгл. slash) уместо хеш (енгл. hash) због прагматичних разлога. Док овај компромис изгледа да испуњава консензус у семантичкој веб-заједници, неки од истакнутих чланова као што су Патрик Ј. Хајес (енгл. Pat Hayes) су изразили бриге и због техничке изводљивости, те збогконцептуалног темеља. Према Патрику Хајесу, саму разлику између „информационих ресурса” и „других ресурса” је немогуће наћи, и боље је уопште не спецификовати, а двосмисленост референтног ресурса је наследна URI-у као и именовање било ког механизма.

### Посед ресурса, интелектуално власништво и поверење
У RDF-у свако може објавити све о свачему. Ресурси су дефинисани као формални описи које сви могу да објаве, копирају, модификују, и објаве преко веба. Ако је садржај веб-ресорса у класичном смислу (веб-страна или онлајн фајл) очигледно посед свог издавача, који може да потврди интелектуално поседство, апстрактни ресурс може бити дефинисан акумулацијом RDF описа, не нужно контролисаних од стране јединственог издавача. Отворен је проблем знати да ли ресурс треба имати ауторитативну дефиницију са чистим и веродостојним власништвом, и у овом случај, како овај овај опис учинити технички удаљеним од других описа. Паралелни проблем је како интелектуално власништво може бити примењено на такве описе.